# Oyster Bay
Oyster Bay – miasto w Stanach Zjednoczonych, w stanie Nowy Jork w hrabstwie Nassau. 6 stycznia 1919 roku zmarł tam Theodore Roosevelt, były prezydent USA i noblista.